# SC Feyenoord
Sportclub Feyenoord is een Nederlandse voetbalclub uit Rotterdam, opgericht op 27 augustus 1908. De vereniging is de moedervereniging van Feyenoord Rotterdam, de betaald voetbal organisatie. De vereniging geldt sinds 1978 als de amateurtak van Feyenoord. De thuiswedstrijden worden op Sportcomplex Varkenoord gespeeld. Het standaardelftal komt uit in de Vierde divisie.

## Geschiedenis
De vereniging Sportclub Feyenoord, soms ook Feyenoord AV, ontstond in 1978 uit een splitsing tussen de BVO Stichting Feyenoord (de profafdeling) en de amateurafdeling van Feyenoord, waarna zij verder ging als amateurvoetbalclub.

### Zondagvoetbal
Het standaardelftal startte in de vierde klasse, werkte zich op en promoveerde in 1995 naar de Hoofdklasse, toenmalig het hoogste amateurniveau, waarin het in 1996 meteen kampioen werd zondag Hoofdklasse A.
In het bekertoernooi van 1996/97 won SC Feyenoord van eredivisionist FC Utrecht in de groepsfase, waardoor SC Feyenoord naar de tweede ronde ging en Utrecht was uitgeschakeld. In de tweede ronde was FC Volendam net te sterk (0-1). In 2000 degradeerde de club naar de Eerste klasse, maar keerde in 2009 weer terug in de Hoofdklasse. De club miste het seizoen erop de promotie naar de nieuw gevormde Topklasse. Het jaar daarop plaatste de club zich als periodekampioen voor play-offs voor de nacompetitie richting de Topklasse. Hierin werd Feyenoord uitgeschakeld door FC Hilversum.
Op 21 december 2010 fuseerde de club met Feyenoord Rotterdam N.V. en Stadion Feijenoord tot één organisatie: Stichting Feyenoord, waarbinnen SC Feyenoord als amateurtak verder gaat.

### Zaterdagvoetbal
Tijdens de Algemene Ledenvergadering op 26 november 2012 werd unaniem gestemd voor een overgang naar het zaterdagvoetbal. Na het seizoen 2012/13 werd de overstap van zondag- naar zaterdagvoetbal gemaakt. Het team startte in 2013/14 in de vierde klasse (het laagste niveau in het KNVB-district West-II) en behaalde datzelfde seizoen het klassekampioenschap (4E). Ook in de derde klasse (3D, seizoen 2014/15) en in de tweede klasse (2D, 2015/16) werd het klassekampioenschap meteen in het eerste seizoen behaald. In het seizoen 2016/17 werd de tweede plaats behaald in 1B. In het daarop volgende seizoen 2017/18 werd er wederom het kampioenschap behaald en dus promotie naar de zaterdag hoofdklasse, waardoor SC Feyenoord weer terugkeerde op het niveau waar ze een paar jaar eerder bewust vanaf stapten. In het seizoen 2018/19 plaatste SC Feyenoord zich voor de nacompetitie voor promotie naar de Derde Divisie, promotie werd echter niet behaald, waardoor de club in het seizoen 2019/20 weer in de Hoofdklasse uitkomt. Dat seizoen en het daaropvolgende seizoen werden onderbroken door de coronacrisis in Nederland waardoor de weg omhoog, die de club graag door zou zetten, werd vertraagd.
Bij alle thuiswedstrijden op het hoofdveld, dus ook jeugdwedstrijden, betreden de spelers het veld terwijl Mijn Feyenoord van Lee Towers gespeeld wordt. Verder worden al deze wedstrijden voorzien van omroep door de speaker.

## Erelijst
| Competitie                                 | Winnaar | Winnaar                     | Runner up | Runner up                               |
| Competitie                                 | Aantal  | Jaren                       | Aantal    | Jaren                                   |
| ------------------------------------------ | ------- | --------------------------- | --------- | --------------------------------------- |
| Koninklijke Nederlandse Voetbalbond (KNVB) |         |                             |           |                                         |
| KNVB Beker (Amateurs)                      | 0×      |                             | 1×        | 1998                                    |
| Hoofdklasse                                | 1×      | 1996 (zon)                  | 1×        | 1997                                    |
| Eerste Klasse                              | 3×      | 1995, 2009 (zon), 2018 (za) | 5×        | 2001, 2003, 2005, 2008 (zon), 2017 (za) |
| Tweede Klasse                              | 2×      | 1993 (zon), 2016 (za)       | -         | -                                       |
| Derde Klasse                               | 2×      | 1992 (zon), 2015 (za)       | 3×        | 1981, 1986, 1988                        |
| Vierde Klasse                              | 3×      | 1980, 1991 (zon), 2014 (za) | 1×        | 1985                                    |
| Districtsbeker                             | 1×      | 1998                        | -         | -                                       |
| Vriendschappelijk                          |         |                             |           |                                         |
| Coen Moulijn Memorial Cup                  | 1×      | 2012                        |           |                                         |
| Rotterdams Nieuwsblad Cup                  | 1×      | 1981                        |           |                                         |
| Rotterdams Dagblad Trofee                  | 2×      | 1996, 2001                  |           |                                         |

## Overzichtslijsten

### Competitieresultaten sinds 1979
| 9 4D |

| 1 4F |

| 2 3D |

| 4 3C |

| 3 3D |

| 3 3D |

| 6 3D |

| 2 3D |

| 5 3D |

| 2 3C |

| 8 3D |

| 10 3C |

| 1 4F |

| 1 3C |

| 1 2B |

| 3 1B |

| 1 1B |

| 1 A |

| 2 A |

| 4 A |

| 9 A |

| 12 A |

| 2 1B |

| 5 1B |

| 2 1B |

| 4 1B |

| 2 1B |

| 4 1B |

| 4 1B |

| 2 1B |

| 1 1B |

| 11 A |

| 4 A |

| 4 A |

| 11 A |

| 1 4E |

| 1 3D |

| 1 2D |

| 2 1B |

| 1 1B |

| 3 A |

| – |

| – |

| 2 A |

| 12 A |

- 1979–2014: Zondagvoetbal
- 2014-heden: Zaterdagvoetbal

| Hoofdklasse/4e Divisie | Eerste klasse | Tweede klasse | Derde klasse | Vierde klasse | Competitie niet afgemaakt |

In elke staaf van de grafiek staat van boven naar beneden vermeld: 
- Eindnotering

Dit is de positie die de club heeft bereikt in de competitie, zonder eventuele beslissings-, play-off- of nacompetitiewedstrijden die nodig zijn geweest om bijvoorbeeld de kampioen van de competitie te bepalen.
Indien een * achter het getal staat is de notering een tussenstand en kan het zijn dat de notering niet overeenkomt met de uiteindelijke eindstand van de competitie.
Staat er een - dan is het seizoen nog bezig en is er geen definitieve uitslag bekend.
Staat er xx op de positie van de notering, dan heeft de club vroegtijdig de competitie verlaten. Dit kan onder andere komen door terugtrekking van het team, faillissement van de club of door een uitgedeelde straf van de KNVB. In veel gevallen staat elders in het artikel de reden vermeld.
Staat er een ? dan is het resultaat uit het verleden onbekend, en is alleen de competitie of het niveau bekend van dat seizoen.
In de seizoenen 2019/20 en 2020/21 werd wegens de coronacrisis het amateurvoetbal afgebroken. Daardoor kennen deze staven geen eindklassering (middels -- weergegeven).
- Competitieniveau en afdelingsletter of Officiële eindstand Eredivisie
  - Competitieniveau en afdelingsletter

Hierbij geeft het getal het niveau weer, dat ook terug te vinden is in de legenda. De letter is de afdelingsaanduiding en wordt gebruikt wanneer er meer afdelingen zijn op hetzelfde niveau. De afdelingsletter is altijd een hoofdletter en wordt meestal zonder nummer gebruikt.
Voorbeeld: 2F is niveau 2e klasse competitie F.
Het competitieniveau en nummer wordt niet vermeld wanneer er slechts één competitie van dit niveau was.
  - Officiële eindstand Eredivisie (getal staat tussen haakjes vermeld)

Sinds de introductie van play-offwedstrijden voor Europees voetbal na afloop van de reguliere competitie in 2005/06, is de KNVB verplicht een eindstand van de Eredivisie door te geven aan de UEFA aan de hand van deze play-offwedstrijden.
Bij deze eindstand staan clubs die zich hebben gekwalificeerd voor Europees voetbal hoger dan clubs die zich niet wisten te kwalificeren. Indien er geen verschil was tussen de eindnotering en de officiële eindstand, staat dit getal niet vermeld.

- Onderafdeling

Hier staat afgekort de naam van de onderafdeling indien de club in dat jaar in een onderafdeling uitkwam. Tevens staat deze afkorting in de legenda en wordt gelinkt naar het artikel over deze onderafdeling. Deze afkorting wordt alleen vermeld wanneer de club in het verleden in verschillende onderafdelingen heeft gespeeld. Deze vermelding is in de staaf altijd in kleine letters. Deze onderafdelingen zijn na het seizoen 1995/96 afgeschaft. Heeft de club in slechts één onderafdeling gespeeld, dan is dit alleen terug te vinden in de legenda.
Onder de staaf staat het jaartal vermeld waarin het seizoen is afgesloten. 15 verwijst naar het seizoen 2014/15 of eventueel het seizoen 1914/15.
Wanneer een staaf leeg is, zijn deze gegevens niet bekend. Het kan ook zijn dat de club dat seizoen niet heeft meegespeeld op het hogere amateurniveau, vroegtijdig de competitie heeft verlaten of uit de competitie is gezet.

In het seizoen 1944/45 was er wegens de Tweede Wereldoorlog geen regulier competitievoetbal.

### SC Feyenoord in de KNVB Beker
Dit schema laat de resultaten zien van SC Feyenoord tegen profclubs in de KNVB Beker.
| Seizoen | Ronde    | Wedstrijd                   | Uitslag |
| ------- | -------- | --------------------------- | ------- |
| 1996/97 | Groep 10 | FC Utrecht - SC Feyenoord   | 2-3     |
| 1996/97 | 2e ronde | FC Volendam - SC Feyenoord  | 1-0     |
| 1997/98 | Groep 3  | NAC Breda - SC Feyenoord    | 3-1     |
| 1997/98 | Groep 3  | SC Feyenoord - TOP Oss      | 1-4     |
| 1998/99 | Groep 1  | SC Feyenoord - RKC Waalwijk | 2-3     |
| 1998/99 | Groep 1  | FC Den Bosch - SC Feyenoord | 3-1     |
| 2015/16 | 2e ronde | SC Feyenoord - FC Dordrecht | 0-2     |

## Bekende (oud-)spelers
- Suently Alberto
- Junior Albertus
- Nassim Amaarouk
- Mawouna Amevor
- Alex Bangura
- Jacob van den Belt
- Brayton Biekman
- Clarence Bijl
- Henk van der Bijl
- Joël Bijlow
- Justin Bijlow
- Pascal Bosschaart
- Sandro Calabro
- Nixon Dias
- Rachid El Khalifi
- Dwight Eli
- Elber Evora
- Mohammed Faouzi
- Reginald Faria
- Alvin Fortes
- Ferry de Haan
- Remco Heerkens
- Dennis van der Heijden
- Damien Hertog
- Shabir Isoufi
- Gervane Kastaneer
- Abe Knoop
- Cor Lems
- Benjamin Martha
- Cuco Martina
- Ronny Nouwen
- Kevin Patijn
- Edinho Pattinama
- Jordão Pattinama
- Hubertson Pauletta
- Shaquille Pinas
- Carlos Ramos
- Osama Rashid
- Iwan Redan
- Jerson Ribeiro
- Daniël Rijaard
- Reinier Robbemond
- Mischa Rook
- Daniël Rijaard
- Remco Schol
- Mike Snoei
- Michiel Sol
- Luivienno Statia
- Ali Ulusoy
- Angelmo Vyent
- Raymond de Waard